# Гумс (газета)
Гумс — советская и российская районная (муниципальная) общественно-политическая газета на чеченском и русском языках, издающаяся в Чечне. Газета освещает общественно-политические события, происходящие в Гудермесском районе и Чеченской Республике, а также публикует материалы по истории и культуре чеченцев.

## История

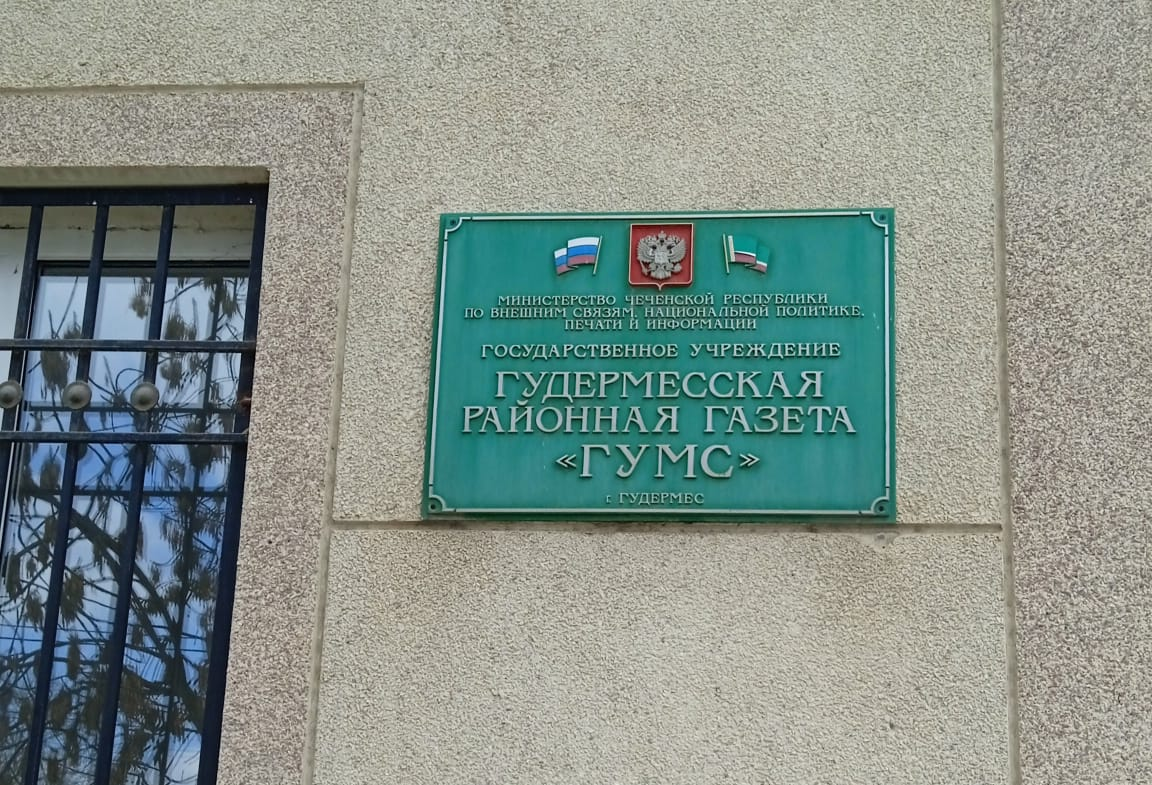
Табличка редакции газеты

Газета издаётся с 18 июня 1941 года. Первоначально называлась «Красное знамя». Современное название — с 1991 года. Первым главным редактором был Хамид Ахмадов. В 1943 году ответственным секретарём газеты был назначен чеченский поэт Билал Саидов. Выходит 1 раз в неделю по четвергам сдвоенными номерами. Тираж —2000 экземпляров.
В 1995 году газете был присвоили статус республиканской. Гумс издавалась в Гудурмесском, Ножай-Юртовском, Курчалоевском и Веденском районе.
Во время войны новая власть в Чечне не имела своей республиканской газеты. Изредка выходила в свет районная газета «Гумс» за счет самостоятельно изыскиваемых ею средств.

## Главные редакторы
- 1986—1995: Мовла Осмаев[4].
- 1995—н. в.: Хожбауди Борхаджиев[5].